# Albert Barraud
Pour les articles homonymes, voir Barraud.
Le docteur Albert Barraud, né le 17 février 1907 à Khenchela dans le département de Constantine en Algérie et mort le 3 mai 1945 dans la baie de Lübeck en Allemagne est un médecin bordelais résistant. 

## Biographie
Albert Henri Barraud est né le 17 février 1907 à Khenchela, une petite ville des Aurès dans le département de Constantine. Après des études au prytanée de La Flèche, il s'inscrit à la faculté de médecine de Bordeaux, dont il sort en 1934 docteur en oto-rhino-laryngologie. 
Restant à Bordeaux, il exerce alors comme chef de clinique à l'hôpital Saint-André, et consulte en ville dans son cabinet de la rue Fondaudège. Il aurait habité, après 1925, le château des Arts à Talence,. Quand éclate la guerre, Albert est marié et père de trois enfants. 

### La Résistance
Mobilisé en Syrie en 1939, il rentre à Bordeaux avant mai 1942 et reprend ses fonctions à l'hôpital Saint-André. Il y contribue à la mise en place et devient un des dirigeants du groupe de résistance Tête — du nom de son commandant, Marcel Tête —, affilié à l'OCM. Fort d'une vingtaine ou d'une trentaine de membres issus du milieu hospitalier, le groupe apporte notamment une aide logistique aux détenus du fort du Hâ ou à d'autres clandestins (papiers et certificats pour éviter la déportation) et aide au passage des fugitifs vers l'Espagne. Profitant en tant que soignants de laissez-passer nocturnes, le groupe cache des armes, des explosifs et des munitions dans l'internat de l'hôpital au cours de l'année 1943. En février 1943, Albert Barraud entre dans un groupe du réseau Mithridate baptisé L'Alouette. Il est le médecin-chef départemental de l'OCM et de l'Armée secrète à partir de mars 1943.

### Arrestation et déportation
Après Marcel Tête en novembre 1943, Albert Barraud est arrêté dans son cabinet par le commissaire Poinsot le 15 avril 1944, sur dénonciation,. La police française l'enferme au fort du Hâ, puis le livre à la Gestapo qui le transfère au camp de Compiègne-Royallieu le 10 mai.
Le 21 mai, il est déporté au camp de Neuengamme. À partir d'août 1944, il se consacre à soigner les prisonniers à l'infirmerie principale du camp. 

### Libération et décès

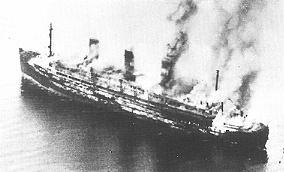
Le Cap Arcona embrasé peu après les attaques aériennes.

En avril 1945, il est évacué par les Allemands qui exfiltrent des déportés vers la Suède. Il embarque sur un paquebot surchargé, le Cap Arcona. Mais le navire est bombardé par les Anglais dans la baie de Lübeck le 3 mai 1945 et prend feu. Albert se serait jeté à l'eau, mais aurait été heurté par la chute d'une chaloupe depuis un pont supérieur ; il périt, comme près de 8 000 personnes.

## Hommages
Par décret du 14 juin 1946, la Médaille de la Résistance française lui est attribuée à titre posthume.
À Bordeaux, la rue du Docteur Albert-Barraud porte son nom depuis 1946, ainsi qu'une école primaire de cette voie.
En janvier 2017, sa petite-fille la comédienne Marie Barraud publie sa biographie sous le titre Nous, les passeurs.